# Second Helping
Second Helping  (с англ. — «Вторая порция») — второй студийный альбом американской рок-группы Lynyrd Skynyrd, вышедший в 1974 году. Это первый альбом группы, продемонстрировавший её фирменное созвучие трёх соло-гитар. «Sweet Home Alabama» — самая известная композиция группы, достигла 8-й строчки в Billboard Hot 100. Сам же альбом достиг 12-й позиции.
Диск стал дважды платиновым 21 июля 1987 года.

## Список композиций
Сторона А
1. «Sweet Home Alabama» — 4:43
2. «I Need You» — 6:55
3. «Don’t Ask Me No Questions» — 3:26
4. «Workin' for MCA» — 4:49

Сторона Б
1. «The Ballad of Curtis Loew» — 4:51
2. «Swamp Music» — 3:31
3. «The Needle and the Spoon» — 3:53
4. «Call Me the Breeze» — 5:09

Бонус-треки расширенного издания 1997 года
1. «Don’t Ask Me No Questions» (Single Version) — 3:31
2. «Was I Right Or Wrong» (Demo) — 5:33
3. «Take Your Time» (Demo) — 7:29

## Участники записи
- Ронни Ван Зант — вокал
- Гари Россингтон[англ.] — гитара, ритм-гитара, акустическая гитара в «Sweet Home Alabama»;
- Аллен Коллинз[англ.] — гитара
- Эд Кинг — бас-гитара, ритм-гитара, слайд-гитара в «I Need You»
- Билли Пауэлл — клавишные, Фортепиано в «Sweet Home Alabama»
- Леон Вилксон[англ.] — бас-гитара
- Боб Бёрнс — ударные
- Майк Портер — ударные в «I Need You»
- Эл Купер — бэк-вокал, фортепиано в «Don’t Ask Me No Questions» и «Call Me the Breeze»; продюсер
- Мерри Клейтон[англ.] — бэк-вокал в «Sweet Home Alabama»
- Бобби Кис, Тревор Лоуренс, Стив Мадьяо — валторна в «Don’t Ask Me No Questions» и «Call Me the Breeze»